# 私は確信する
『私は確信する』（わたしはかくしんする、Une intime conviction）は、2018年のフランスのサスペンス映画。監督はアントワーヌ・ランボー、出演はマリナ・フォイスとオリヴィエ・グルメなど。2000年にフランスで実際に起こった未解決事件スザンヌ・ヴィギエ事件をモチーフにした裁判サスペンス。
2018年10月にモンペリエ地中海映画祭で初上映された。

## ストーリー
2000年2月、大学教授ジャック・ヴィギエの妻スザンヌが忽然と失踪し、その後、ジャックがスザンヌ殺害の容疑者として裁判にかけられることになる。
ヴィギエ夫妻の長女クレマンスに息子フェリックスのベビーシッターをしてもらっていたシングルマザーのノラはジャックの無実を確信し、彼の弁護人となった敏腕弁護士デュポン＝モレッティのアシスタントとして事件の真相を探る。

## キャスト
- ノラ: マリナ・フォイス（フランス語版） - シングルマザー。料理人。
- エリック・デュポン＝モレッティ（フランス語版）弁護士: オリヴィエ・グルメ
- ジャック・ヴィギエ: ローラン・リュカ（フランス語版） - 妻スザンヌの殺害容疑をかけられた大学教授。
- フランシス・スピネル（フランス語版）弁護士: ジャン・ベンギーギ（フランス語版）
- リキアルディ裁判長: フランソワ・フェネール
- 法務官（検察官）: フィリップ・ドルモワ（フランス語版）
- オリヴィエ・デュランデ: フィリップ・ウシャン（フランス語版） - スザンヌの愛人。
- セヴェリーヌ・ラコステ: インディア・エール（フランス語版） - ヴィギエ家の元ベビーシッター。デュランデの弟の妻の妹。
- クレマンス・ヴィギエ: アルマンド・ブーランジェ（フランス語版） - ジャックの娘。ノラの息子のベビーシッター。
- ブルノ: スティーヴ・ティアンチュー（フランス語版） - ノラの同僚で恋人。
- ローラン・ドゥ・コーヌ弁護士: フランソワ・カロン（フランス語版）
- ギィ・ドビッソン（フランス語版）弁護士: ジャン＝クロード・ルゲ（フランス語版）
- ジャン・ヴィギエ: ロジェ・ソウザ（フランス語版） - ジャックの父。

## 作品の評価
アロシネによれば、フランスの26のメディアによる評価の平均点は5点満点中4点である。